# كلاسيكي

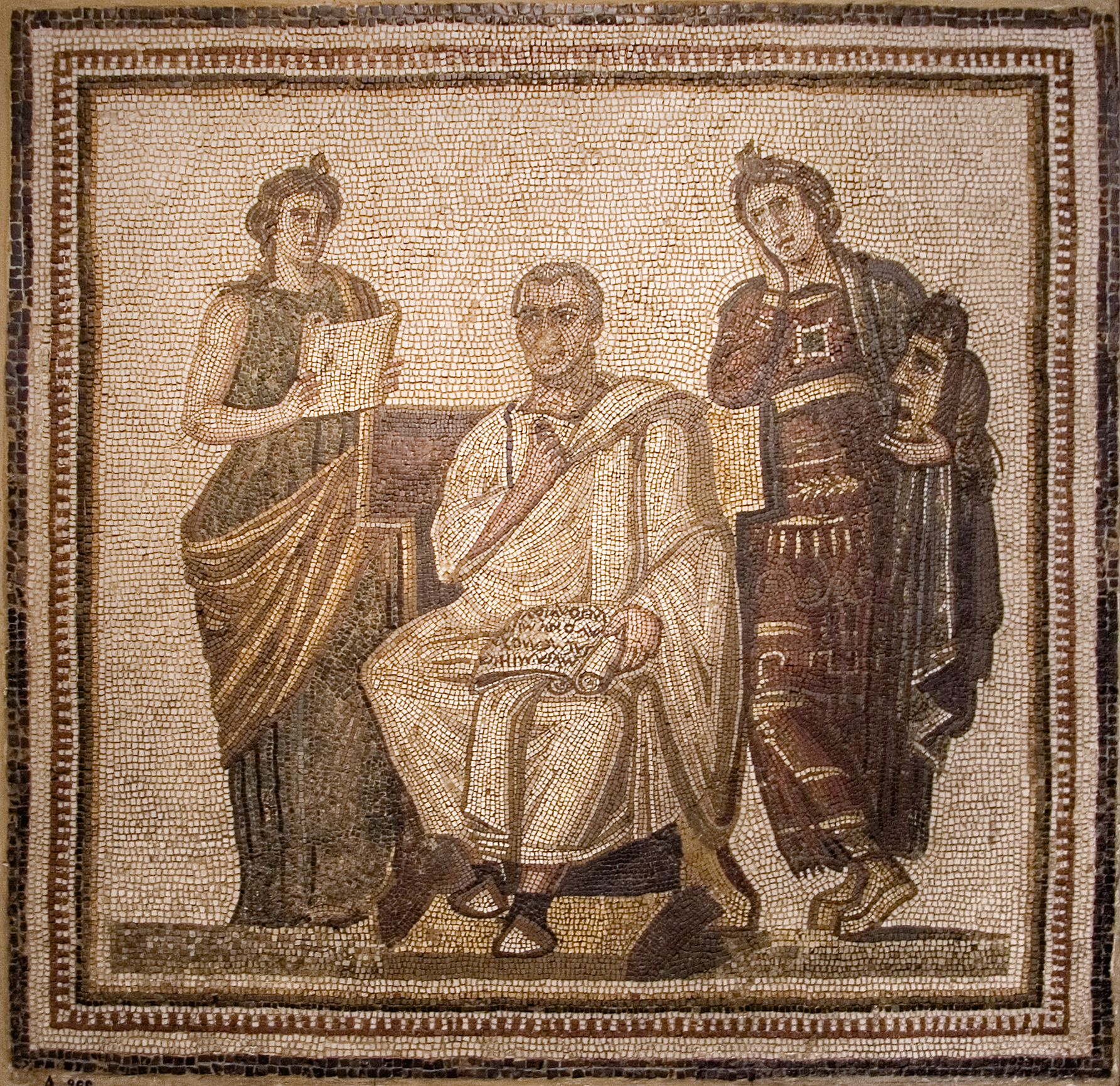

الكلمة كلاسيكي تعني أن شيئًا ما يعتبر مثالاً تامًا على نمط معين، وأنه شيء يتميز بقيمة دائمة أو جودة أبدية. ويمكن أن تقع الكلمة صفةً مثل (سيارة كلاسيكية) أو اسمًا مثل (أحد كلاسيكيات الأدب الإنجليزي). وتشير الكلمة إلى جودة محددة في الفنون والعمارة والأدب والصناعات الثقافية الأخرى. ففي التجارة يطلق اسم «كلاسيكي» على المنتج للإشارة إلى إصدار أو نموذج شهير قديم لتمييزه عن تشكيلة أحدث. وتستعمل كلمة كلاسيكي لوصف العديد من الأحداث الرياضية القديمة. وعلى المستوى العامي فإن حدوث شيء (على سبيل المثال مزحة أو شيء مزعج) يمكن أن يوصف بأنه «قديم جدًا».
وينبغي ألّا تلتبس كلمة «كلاسيكي» مع كلمة اتباعي والتي تشير تحديدًا إلى نمط ثقافي معين وخاصة في أنماط الموسيقى والعمارة: والتي بصورة عامة تستلهم طبيعتها من التقاليد الكلاسيكية، ومن ثمّالكلاسيكية.

## الكلاسيكيات
الكلاسيكيات هي أدب اليونان القديمة وروما والتي تعرف باسم الكلاسيكية القديمة، ومن ثمّ فالموضوع الأساسي تمت دراسته من قبل في الإنسانيات. ويمكن أن تشير الكلاسيكيات إلى دراسة فلسفة وأدب وتاريخ وفنون العالم القديم كما في «قراءة الكلاسيكيات بجامعة كامبريدج». ومن هذا الاستعمال ظهر المفهوم الأعم لكلمة «كلاسيكي».
وتحوز الكلاسيكيات الصينية مكانة مماثلة في الثقافة الصينية، كما أن مختلف الثقافات الأخرى لديها كلاسيكياتها الخاصة.

## الكلاسيكيات الثقافية
يمكن أن تصبح الكتب والأفلام والموسيقى تحديدًا كلاسيكية إلا أن الرسم يمكن أن يسمى بكثرة تحفة. فالعمل الكلاسيكي غالبًا يعتبر شيئًا قديمًا ولكنه لا يزال مشهورًا. بعض الأمثلة على ذلك يمكن أن تتضمن كتاب مغامرات توم سوير الذي ألّفه مارك توين، وفيلم إنها حياة رائعة الذي أنتج عام 1946، وأغنية فندق القلوب المحطمة للمغني إلفيس بريسلي. إن قائمة الكلاسيكيات طويلة وواسعة النطاق ويمكن أن تتنوع بناء على الرأي الشخصي. ويعتبر الروك الكلاسيكي شكل إذاعي شهير يذيع مجموعة من التسجيلات القديمة الشهيرة.
ويمكن أن يُثنى على الأعمال المعاصرة بوصفها كلاسيكية فورية إلا أن فئة الحالة الكلاسيكية تميل إلى الاشتمال على اختبار الوقت. ويمكن أن يكون الفيلم الكلاسيكي معروفًا جيدًا إلا أن أقلية محدودة هي التي تمنحه تقديرًا مناسبًا.

## العلوم والتكنولوجيا
يمكن أن يوصف إجراء مشهور وموثوق مثل برهان مبدأ علمي ثابت بأنه كلاسيكي: على سبيل المثال تجربة الغطاس الديكارتي.

## منتجات المستهلكين
يصف الصانعون دومًا منتجاتهم بأنها كلاسيكية لتمييز الأصلي من التشكيلات الجديدة، أو لتضمين مميزات بالمنتج - بالرغم من أن فورد كونسول الكلاسيكية السيارة التي صُنعت عامي 1961-1963 لا تزال تحمل شعار «كلاسيكية» دون سبب واضح. كان يطلق اسم آي بود على آي بود الكلاسيكي حتى الجيل السادس عندما أضيفت كلمة كلاسيكي للاسم لأن بعض التصميمات الأخرى كانت متوفرة أيضًا - مثال على مركب نقلي. أما كوكاكولا كلاسيك فهو الاسم الذي أطلق على إعادة طرح كوكاكولا بعد الفشل الذي نجم عن تغير وصفة نيو كوك. وعلى هذا النحو فإن (حافلة النقل العام) الكلاسيكية إحدى حافلات النقل العام التي كانت تصنع في الفترة ما بين 1982 و1997 خلفت تصميميًا مستقبليًا لم يكن مشهورًا.
فالكلاسيكي يمكن أن يكون شيئًا قديمًا لا يزال ثمينًا وذا قيمة عالية (ولكنه لا يعتبر تحفة). فعلى سبيل المثال تحظى السيارات الكلاسيكية بتقدير العديد من منظمات هواة الاقتناء مثل نادي أمريكا للسيارات الكلاسيكية والذي ينظم المواصفات المؤهلة التي تحدد حالة الكلاسيكية.

## الرياضة
تحمل العديد من الأحداث الرياضية الاسم كلاسيكي:.
- اتحاد كرة القدم، الدوري الكوري الجنوبي
- سباقات الخيول، على سبيل المثال سباق الخيل البريطاني فئة أولى
- مسابقات السنوكر على سبيل المثال مسابقة لوكان الأيرلندية الكلاسيكية
- كرة السلة الجامعية على سبيل المثال شارلستون الكلاسيكية
- مباراة كرة القاعدة لكل نجوم الدوري للكبار على سبيل المثال كلاسيكية منتصف الصيف
- كلاسيكيات كرة القاعدة العالمية
- دوري الهوكي الوطني، كلاسيكي الشتاء.
- ركوب الدراجات، سباقات ركوب الدراجات الكلاسيكية

وفي الدول التي تتحدث الإسبانية، يشير المصطلح «الكلاسيكو» إلى مباراة بين فريقين من فرق كرة القدم يعرفان باسم الخصوم التقليديين؛ على سبيل المثال الكلاسيكو بإسبانيا.